# Saint-Léger-de-Montbrun
Saint-Léger-de-Montbrun – miejscowość i gmina we Francji, w regionie Nowa Akwitania, w departamencie Deux-Sèvres.
Według danych na rok 1990 gminę zamieszkiwały 1183 osoby, a gęstość zaludnienia wynosiła 39 osób/km² (wśród 1467 gmin regionu Poitou-Charentes Saint-Léger-de-Montbrun plasuje się na 248. miejscu pod względem liczby ludności, natomiast pod względem powierzchni na miejscu 163.).